# Institut supérieur de l'aéronautique et de l'espace
Institut supérieur de l'aéronautique et de l'espace (často přezdívána SUPAERO) je první specializovanou školou leteckého inženýrství na světě a je považována za jednu z nejlepších v Evropě v tomto oboru (spolu s ENAC). Škola poskytuje řadu vědeckých a inženýrských studijních programů.
Od svého založení v roce 1909 vychovala ISAE-SUPAERO více než 21 500 absolventů.

## Slavní absolventi
- Jean Bertin, francouzský inženýr
- Henri Coandă, rumunský vynálezce
- Marcel Dassault, francouzský letecký průmyslník
- Michail Gurevič, sovětský letecký konstruktér
- Jean-Marie Bastien-Thiry, francouzský inženýr
- Henry Potez, francouzský průmyslník, průkopník letectví